# Txelbas (Khopiórskaia)
|  | Aquest article tracta sobre la població. Vegeu-ne altres significats a «Txelbas». |

Txelbas - Челбас (rus) - és un khútor del krai de Krasnodar, a Rússia. Es troba a les planes de Kuban-Priazov, a la vora dreta del Txelbas, davant de Fedorenko. És a 33 km al sud-est de Tikhoretsk i a 126 km al nord-est de Krasnodar.
Pertany a l'stanitsa de Khopiórskaia.